# Myggskär, Nagu
Myggskär är öar nära Borstö i Nagu,  Finland. De ligger i Norra Östersjön eller Skärgårdshavet i Pargas stad i landskapet Egentliga Finland, i den sydvästra delen av landet. Öarna ligger omkring 10 kilometer söder om Borstö, 46 kilometer söder om Nagu kyrka, 77 kilometer söder om Åbo och omkring 170 kilometer väster om Helsingfors. Närmaste allmänna förbindelse är förbindelsebryggan vid Borstö som trafikeras av M/S Nordep.
Arean för den av öarna koordinaterna pekar på är 0,3 hektar och dess största längd är 70 meter i nord-sydlig riktning. Det finns inga samhällen i närheten.